# Rákóczi

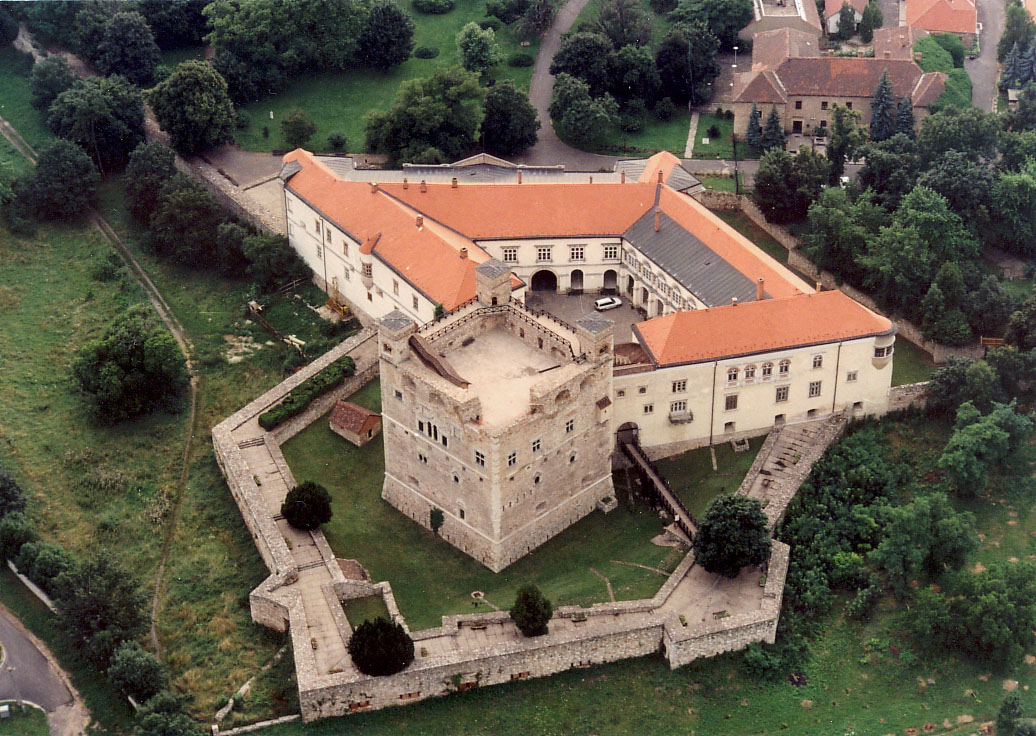
Rákóczi Kasteel in Sárospatak

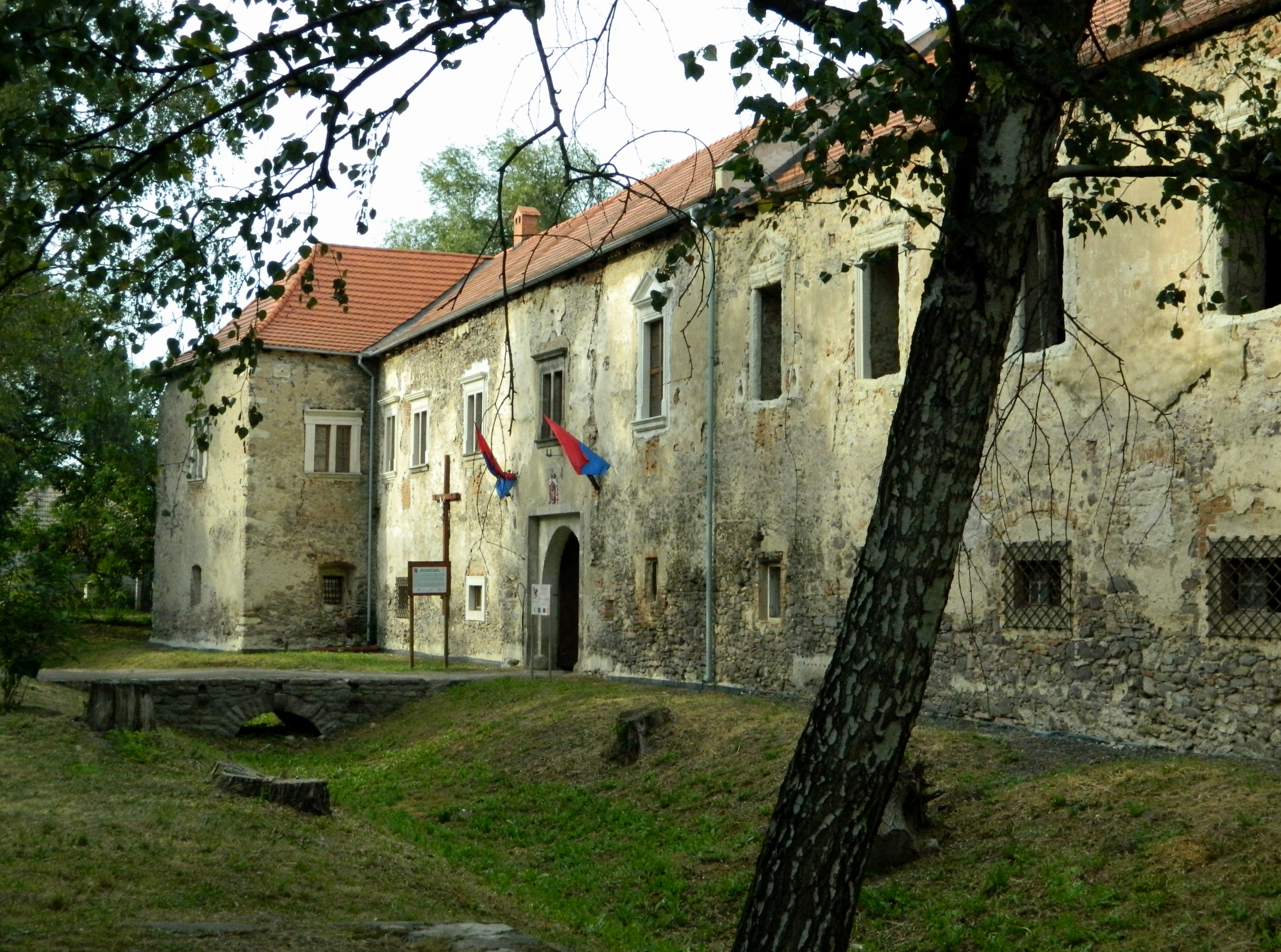
Kasteel van Borsi, geboorteplaats van Frans II Rákóczi

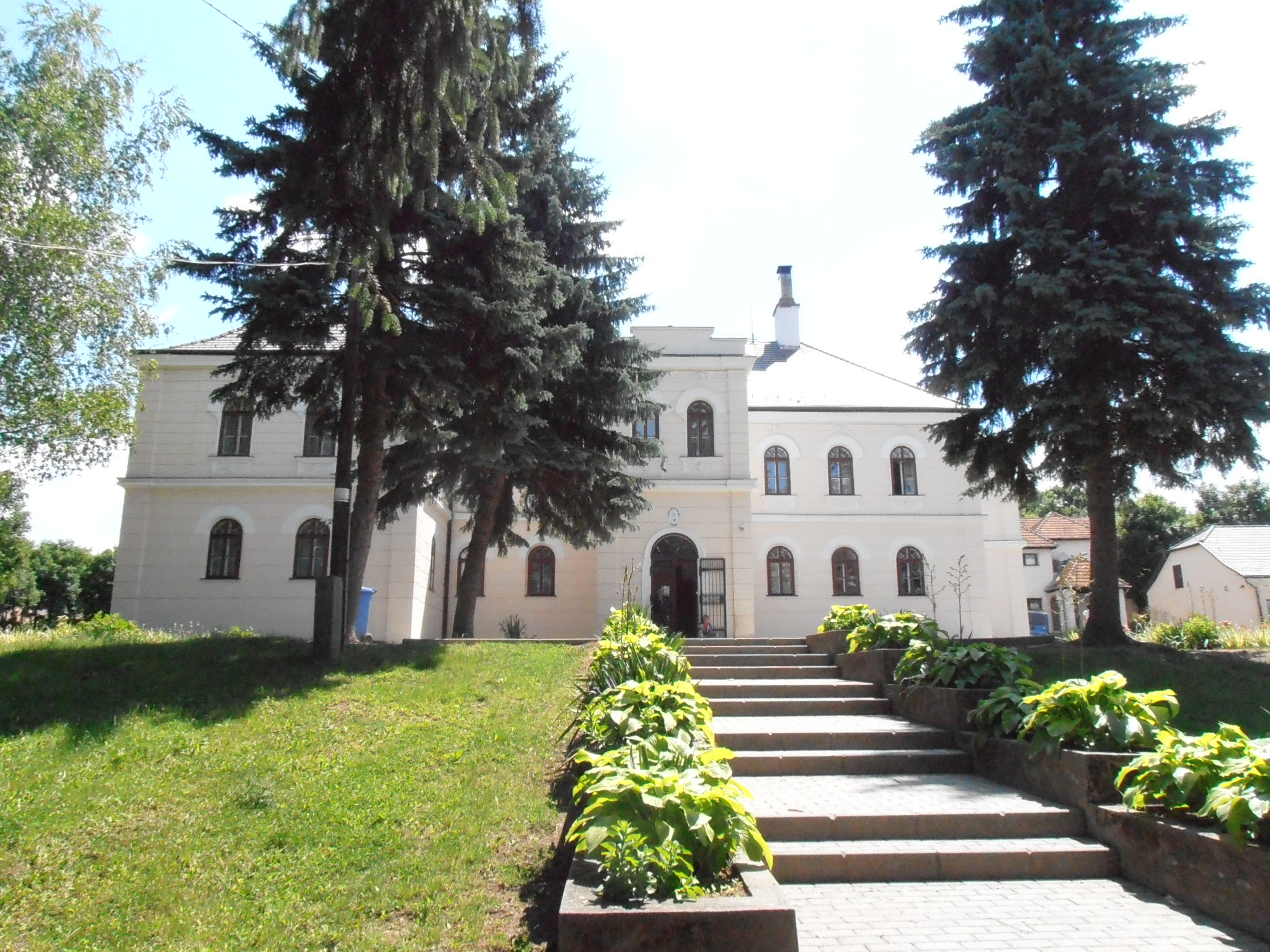
Kasteel van Felsővadász

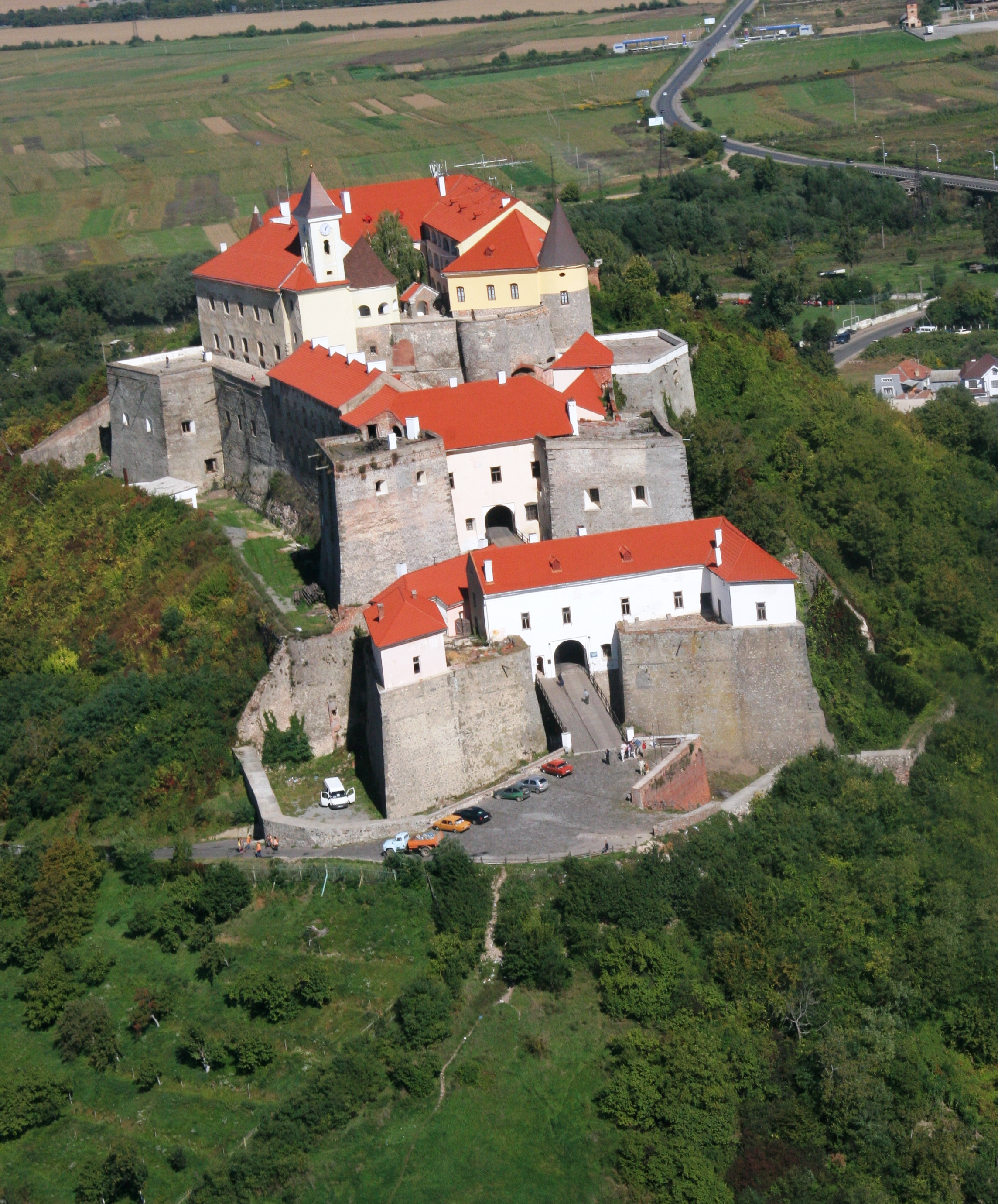
Kasteel van Munkács

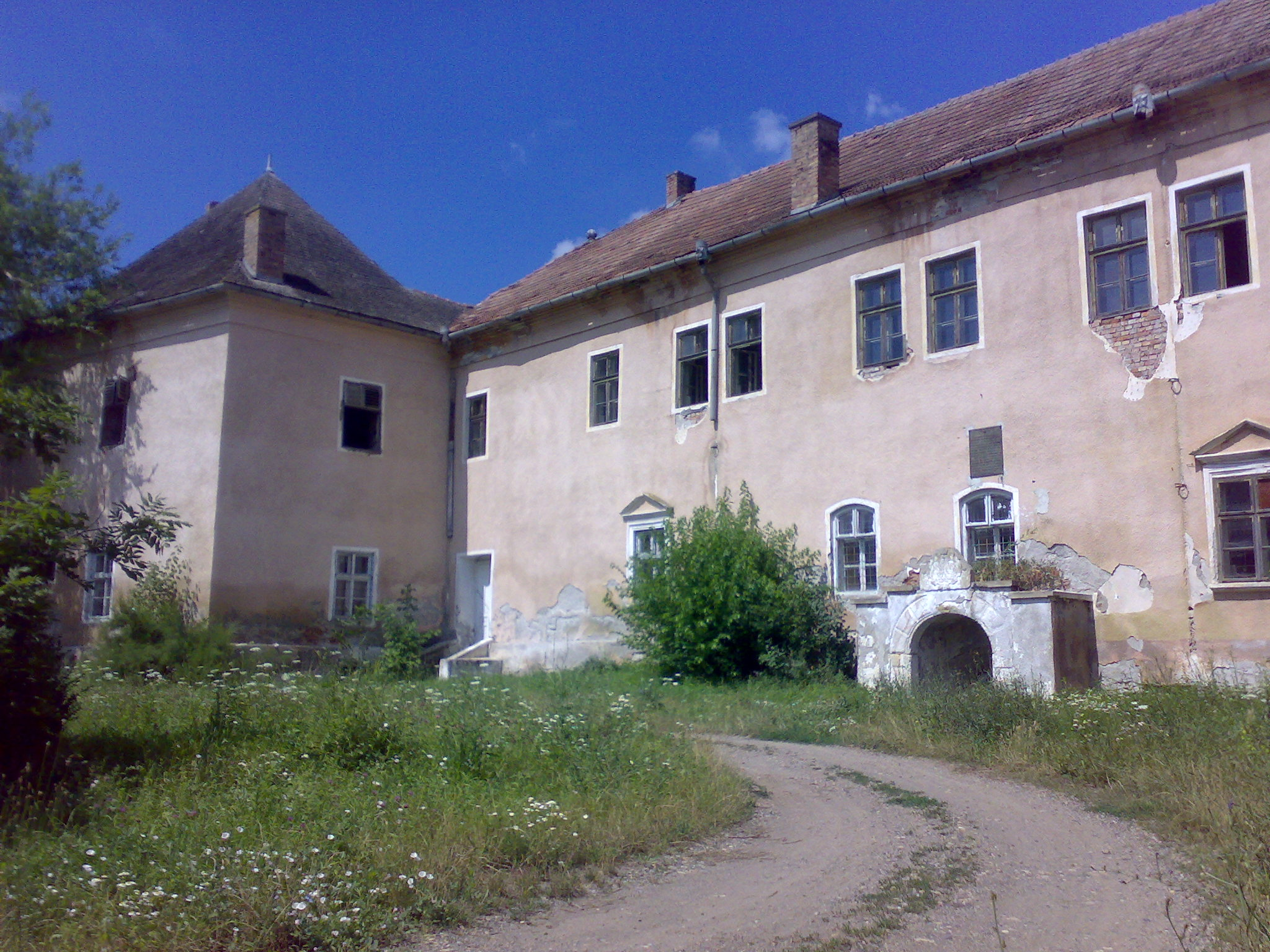
Kasteel in Radnót

Rákóczi (ook wel Rákóczy) was een adellijk geslacht dat stamde uit het oeradellijke Huis Bogáth-Radván, dat zich in de 10e eeuw in het Hongaarse graafschap Zemplén vestigde, waarna het zich splitste in diverse takken, waaronder Rákóczi. Een koninklijke leenman genaamd Blasius de Rákócz is in 1334 de eerste telg die zich vernoemt naar zijn leengoed Rákóc, waarna zijn afstammelingen de geslachtsnaam Rákóczi blijven gebruiken. Diens kleinzoon Benediktus Rákóczi, genoemd tussen 1393 en 1442, brengt twee nieuwe takken voort: “Rákóczi de Felsővadász” en “Rákóczi de Rákócz”. Uit de tak “Rákóczi de Felsővadász” kwamen meerdere regerende vorsten van Zevenburgen (Transsylvanië) voort. De familie speelde een belangrijke rol in de geschiedenis van Hongarije.

## Takken

### Rákóczi de Felsővadász
Stamvader is Benediktus' achterkleinzoon Sigismund Rákóczi die in 1517 het goed Felsővadász als erfelijk bezit verwierf. Op 28 augustus 1588 werden zijn kleinzonen Sigismund Rákóczi (1544-1608) en diens broer Frans, vicegouverneur van Zemplén, door keizer Rudolf II (als koning van Hongarije) verheven tot baron en op 5 november 1607 werd Ladislaus Rákóczi door Rudolf II eveneens verheven tot baron. Baron George I Rákóczi wordt op 16 december 1645 door keizer Ferdinand III verheven tot prins van het Heilige Roomse Rijk, met recht van overgang op al zijn afstammelingen. Op 23 juni 1654 wordt George I tevens opgenomen in de Poolse adel. Zijn broer Paul Rákóczi (1595-1636), rechter (iudex curiae regiae), gouverneur van Sáros en Torna wordt dat jaar verheven tot graaf. Vorst Frans I Rákóczi wordt op 14 september 1664 verheven tot keurvorst (princeps elector imperii) in het Heilige Roomse Rijk en op 30 juli 1666 erfelijk graaf van Ebersdorf. Frans II Rákóczi wordt op 14 september 1694 verheven tot erfelijk graaf van Sáros door keizer Leopold I (als koning van Hongarije). Tijdens zijn regering als vorst van Zevenburgen verkreeg hij de titels van Hertog van Munkács en hertog van Makovicza. Keizer Karel VI (als Karel III, koning van Hongarije) verleent vorst Josef Rákóczi in 1723 de titel van markgraaf van Santo Carlo en markgraaf van Romanuccio. In datzelfde jaar verleent de keizer aan vorst George IV Rákóczi de titel markgraaf van Santa Elisabetha en graaf van Giunchi. Deze tak van de familie stierf uit in mannelijke lijn in 1756 met vorst George IV Rákóczi en is geheel uitgestorven in 1780 met het overlijden van prinses Josefa Charlotte Rákóczi.
Belangrijke telgen zijn:
| Portret | Naam                         | Levensjaren | Opmerkingen |
| ------- | ---------------------------- | ----------- | --- |
|         | Sigismund (Zsigmond) Rákóczi | 1544-1608   | zoon van Johannes (János) Rákóczi (1517–1561), Vicecomes van Zemplén, regeerde als verkozen vorst van Zevenburgen (1607-1608), maar legde deze functie reeds na een jaar neer                                  |
|         | George I (György) Rákóczi    | 1593-1648   | zoon van Sigismund, regeerde als verkozen vorst van Zevenburgen (1630-1648), bewerkstelligde godsdienstvrijheid voor protestanten                                                                              |
|         | George II (György) Rákóczi   | 1621-1660   | zoon van George I, regeerde als verkozen vorst van Zevenburgen (1648-1657), viel samen met Karel X Gustaaf van Zweden Polen binnen in de hoop tot koning te worden verkozen; gehuwd met Sophia Báthory         |
|         | Frans I (Ferenc) Rákóczi     | 1645-1676   | zoon van George II, verkozen tot vorst van Zevenburgen, maar regeerde wegens zijn minderjarigheid echter nooit; leidde samen met zijn schoonvader Graaf Peter Zrínyi een mislukte opstand tegen de Habsburgers |
|         | Frans II (Ferenc) Rákóczi    | 1676-1735   | zoon van Frans I, regeerde als verkozen vorst van Zevenburgen (1704-1711), nationaal held van Hongarije, leider van een opstand tegen de Oostenrijkers                                                         |

### Rákóczi de Rákócz

Familiewapen Rákóczi de Rákócz

Naast de tak Rákóczi de Felsővadász bestond er een familietak Rákóczi de Rákócz, welke deel bleef uitmaken van de lagere adel. Deze stamde af van een achterkleinzoon van Benediktus: George Rákóczi de Rákócz, die trouwde met Agatha Szürtei. In de 20ste eeuw werd lang aangenomen dat de laatste telg uit deze tak was ene Andreas Rákóczi de Rákócz, die getrouwd was met Maria Füzy de Lemes en overleed op 26 januari 1754. Echter, in de tweede helft van de 18e eeuw leefde nog een andere telg uit deze tak, Andreas Rákóczi de Láncz et Rákócz, gehuwd met Susanna Viczián. Deze Andreas was mogelijk de voorvader van jurist Dr. Imre Rákóczi de Láncz et Rákócz (1893-1969), die onder meer de persvoorlichter was van Miklós Horthy (Regent en staatshoofd van Hongarije). Imre Rákóczi raakte na de Tweede Wereldoorlog in Russische gevangenschap en na zijn invrijheidstelling vluchtte hij met zijn vrouw Sári Marton tijdens de Hongaarse Opstand in 1956 naar West-Europa. Het echtpaar verkreeg asiel in Nederland door tussenkomst van Koningin Juliana en woonde enige tijd in een huis aan het Lange Voorhout in Den Haag, als gast van de Nederlandse koninklijke familie. Weduwe Sári Rákóczi-Marton overleed in 1974 en liet een bijzondere verzameling na van Rákóczi-oorkondes en akten uit de middeleeuwen en de 17e en 18e eeuw, alsmede correspondentie uit de 20ste eeuw. De verzameling bevat onder meer documenten van vorst Frans II Rákóczi. Op haar verzoek werd de verzameling tot na het einde van het communisme in Hongarije, bewaard in het Nederlandse Nationaal Archief. In 2006 zijn de stukken overgedragen aan het Nationale Archief van Hongarije. Het is niet zeker dat met het overlijden in 1969 van Imre Rákóczi de Láncz et Rákócz deze tak is uitgestorven.

## Aantekening
Eveneens uit het Huis Bogáth-Radván stamden de adellijke geslachten Morvay, Körtvélyessy, Czékey, Mónoky en Isépy. Aangenomen wordt dat deze families zijn uitgestorven, behalve de familie Isépy.